# Trzcinna

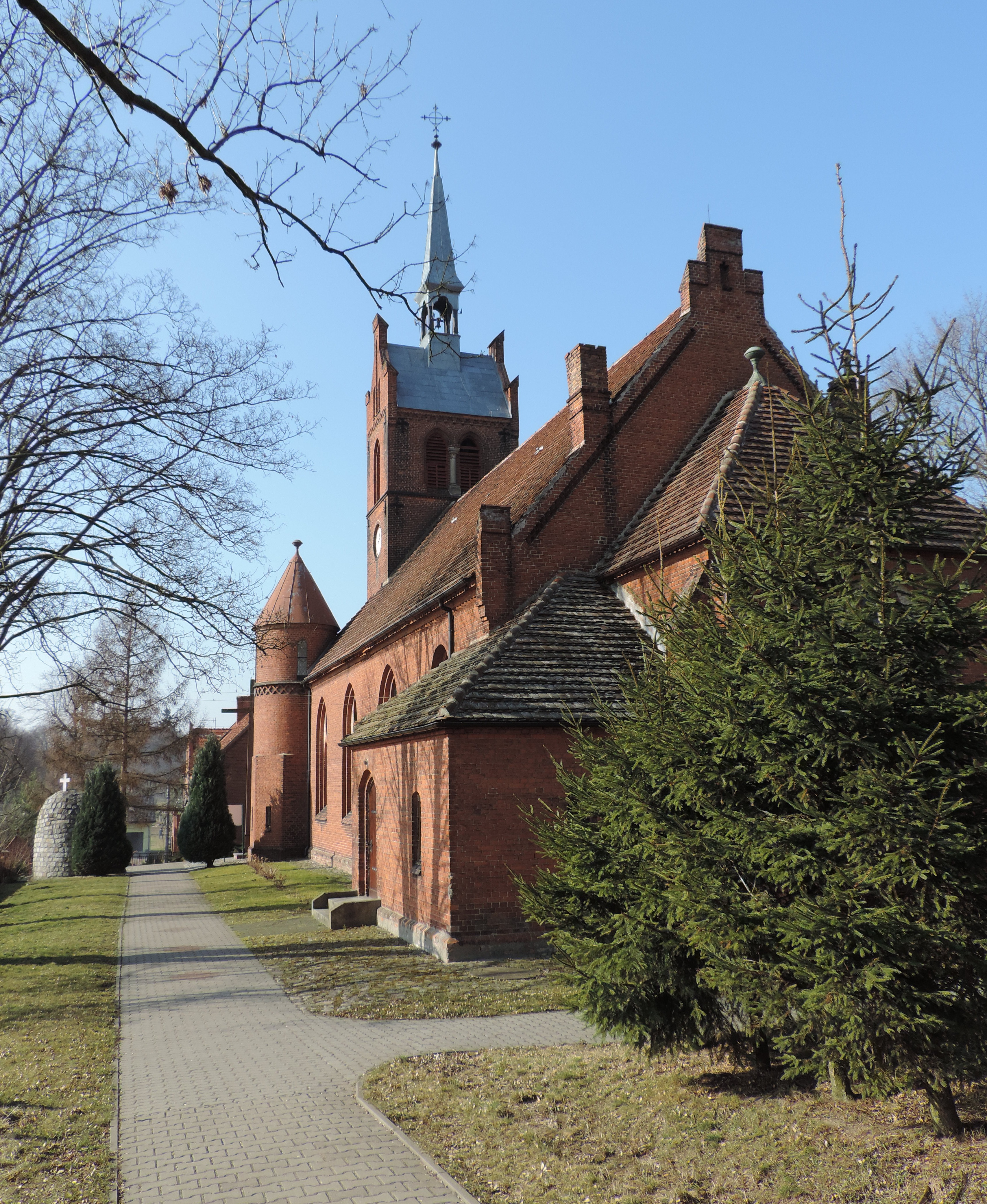
Kościół św. Józefa Oblubieńca NMP w Trzcinnej

Trzcinna (niem. Schöneberg) – wieś w Polsce położona w województwie zachodniopomorskim, w powiecie myśliborskim, w gminie Nowogródek Pomorski.
W 2002 r. wieś miała 362 mieszkańców.
W latach 1975–1998 miejscowość administracyjnie należała do województwa gorzowskiego.
Działa tu piłkarski Klub Sportowy „Orzeł” Trzcinna założony w 2009 roku i występujący w gorzowskiej A-klasie.

## Lokalizacja i walory turystyczne
Trzcinna to duża wieś leżąca na południe od łęgu Bagnięć, w pobliżu źródeł Marwicy, 2 km na wschód od wzgórza Nałęcz (104 m n.p.m.), dokładnie na południku 15° E (w miejscu, w którym przecina on szosę znajdował się głaz narzutowy).
Miejscowość nie została zniszczona przez wojnę i jest dobrze zagospodarowana.
Do 1945 r. jednostkowa gmina wiejska z przysiółkami Chocień, Rataje, Smolary, Smólsko, Sołacz, Somin i Trzcielin. Wszystkie te przysiółki, z wyjątkiem Sołacza, tworzyły w 1976 r. obecne sołectwo. Obecnie nie ma już Trzcielina.
Jest to typowa ulicówka – osada, w której budynki znajdują się po obu stronach szosy biegnącej środkiem wsi. Spotkać można tu liczne zabudowania szachulcowe.
Wieś leży opodal trasy E65 (DK3), która jest szlakiem transportowym łączącym kraje skandynawskie z południem Europy – daje możliwość zatrudnienia w usługach związanych z transportem. Trwają prace przygotowawcze do budowy pobliskiej trasy szybkiego ruchu, drogi S3, co stanowić będzie dobre warunki dla rozwoju przemysłu i usług związanych z obsługą trasy komunikacyjnej.
We wsi znajduje się kościół parafialny, piekarnia, sklepy spożywcze oraz cmentarz komunalny.

## Historia
Najstarszym znaleziskiem archeologicznym na obszarze Trzcinnej była krzemienna siekierka z epoki kamiennej (5000-2000 lat p.n.e.).
Miejscowość po raz pierwszy wspomniana została w dokumencie z 1298 roku, wśród wsi nadanych przez margrabiego Albrechta III dla nowo ufundowanej kapituły w Myśliborzu, jako Schoninberghe (do 1945 r. Schöneberg).
Występowanie obok siebie, na tym terenie niemieckich nazw identycznych, jak stanowiące dziś dzielnice Berlina dawne posiadłości templariuszy, dały powód do snucia rozważań o obecności templariuszy w gminie Nowogródek Pomorski. Przyjmuje się więc, że ślady odległej przeszłości przetrwały w nazwach miejscowości a wsie Trzcinna i Świątki to relikty dworu templariuszy myśliborskich z XIII wieku.
W wiosce znajduje się neogotycka świątynia z wysoką wieżą i sygnaturką, która została wzniesiona na cmentarzu w 1898 r. Księgi kościelne parafii protestanckiej sięgały roku 1653.

## Przyroda
Park w Trzcinnej to niewielki park podworski, położony w środkowej części wsi. W skład drzewostanu wchodzą m.in.: klon zwyczajny, jawor, buk, grab zwyczajny i robinia akacjowa. Ponadto występują tutaj: głóg, śnieguliczka biała, bez czarny i bez lilak. W parku rośnie również, płożący się po ziemi i pnący się po pniu robinii kwitnący okaz bluszczu pospolitego.
Rozległe lasy znajdujące się w okolicy w większości mieszane są bogate w zwierzynę, grzyby i jagody.
Na terenie obrębu Trzcinna działają trzy koła łowieckie: Artemida, Jeleń i Darz Bór, które organizują również przyjazdy myśliwych "dewizowych" i wspólne łowy na dziką zwierzynę (dziki, sarny, jelenie, lisy, zające, itd.) oraz ptactwo.
Oprócz licznych jezior znajdujących się na terenie gminy Nowogródek Pomorski, szczególnie w okolicach Trzcinnej znajduje się wiele stawów hodowlanych, oczek wodnych, które kuszą wielkością trofeów oraz malowniczością pojezierza myśliborskiego. Występuje tutaj wiele gatunków ryb, m.in.: szczupaki, okonie, karasie, karpie, liny, płocie, itd.
Na północ od Trzcinnej (w stronę Nowogródka) znajduje się teren bagnisty o nazwie "Bagnięć".